# Yankee (album)
Yankee (cách điệu YANKEE) là album phòng thu thứ hai của nghệ sĩ Nhật Bản Kenshi Yonezu và album thứ tư của anh. Album được phát hành ngày 23 tháng 4 năm 2014, với buổi biểu diễn trực tiếp đầu tiên vào ngày 27 tháng 6 năm 2014. Nó được iTunes chọn là album hay nhất năm trong năm 2014.

## Hoàn cảnh
Tháng 5 năm 2012, Yonezu cho ra diorama, album thứ ba của anh và là album đầu tiên anh thu âm bằng giọng mình. Nó được phát hành bởi hãng thu âm Balloom. Album được viết, sản xuất và minh họa hoàn toàn bởi Yonezu. Album này thành công về mặt thương mại, ra mắt ở vị trí thứ sáu trên bảng xếp hạng album của oricon, và là một trong số những album độc lập bán chạy nhất năm 2012 tại Nhật.
Một năm sau, Yonezu ra mắt dưới hãng Universal Music Japan với đĩa đơn "Santa Maria". Hai bài trong đĩa được thực hiện với một ban nhạc, lần đầu tiên Yonezu thu âm như thế. Đĩa đơn đạt vị trí thứ 12 trên bảng xếp hạng đĩa đơn của oricon. Việc này tiếp tục đến tháng 10 năm 2013 với đĩa đơn "MAD HEAD LOVE/POPPIN' APATHY."
Một tuần sau khi đĩa đơn thứ hai được phát hành, Yonezu cho ra bài hát Vocaloid đầu tiên sau hơn hai năm rưỡi, với tên gọi "Donut Hole" (ドーナツホール Dōnatsu Hōru) sử dụng giọng của Gumi. Đây là lần đầu tiên anh dùng một ban nhạc trong một bài Vocaloid. Bài hát này trở thành một phần của Yankee, nhưng thu âm với giọng của chính Yonezu.

## Sáng tác và sản xuất
Album bao gồm các bài "MAD HEAD LOVE", "Hyakki Yakō" và "Santa Maria" từ hai đĩa đơn trước đó, cũng như 12 bài hát mới. Bản "Santa Maria" có trong Yankee đã được thu âm lại giọng khác với bản đĩa đơn. Phần lớn album được thu âm vào tháng 1 và tháng 2 năm 2014. Yonezu thông báo trên Twitter rằng album đã được hoàn thiện ngày 19 tháng 2 năm 2014.
Khi bắt đầu những buổi thu âm cho Yankee, Yonezu quyết định không có một ý tưởng rõ ràng trong đầu, để có cách tiếp cận khác với diorama, vốn dựa trên ý tưởng của một thị trấn. Trong diorama anh thu âm tất cả bài hát ở nhà một mình, nhưng đến Yankee, anh quyết định thu âm với một ban nhạc, do có cảm giác cần phải làm quen với quan điểm và ý kiến của người khác. Yonezu quyết định chấp nhận lời mời của hãng thu âm lớn Universal, để có thể tìm được người có cùng ý tưởng âm nhạc với anh. Anh cố làm bài hát của mình dễ hiểu hơn, khác với diorama, vốn tập trung diễn giải hình tượng thị trấn. Do đó, anh thường viết lời nhạc nội tâm, để được gần hơn với người nghe. Tuy không phải là ý tưởng, một từ mà Yonezu dùng có chủ đích trong nhiều bài hát là nguyền (呪い noroi), và viết về những thế lực vô hình giữ lại cuộc sống con ngườ.
"Hyakki Yakō" là bài hát được sáng tác đầu tiên cho album vào giữa năm 2013, và là nỗ lực của Yonezu để viết một bài với nhiều punch. Anh cảm thấy lời nhạc châm biếm không hợp với bài hát mở đầu nên đã sáng tác "Santa Maria" sau đó. "Santa Maria" và "Hyakki Yakō" là lần đầu tiên Yonezu làm việc trực tiếp với một ban nhạc. Yonezu coi "Santa Maria" là một bài hát quan trọng, do nó được sáng tác giữa một giai đoạn bất an không biết phải làm nhạc gì tiếp theo.
"MAD HEAD LOVE" được viết trễ hơn trong năm 2013, và có bạn thuở nhỏ của Yonezu, Hiroshi Nakajima, chơi guitar. Lời bài hát nói về cảm giác của Yonezu khi sáng tác nhạc, và mang âm hưởng của "ma sát giao tiếp". "MAD HEAD LOVE" được viết vào cùng thời điểm với một bài hát khác, "Poppin' Apathy," và cả hai bài hát đều dựa trên một dải Möbius. Yonezu thử viết "Donut Hole" như một manga Shōnen. Bài hát "Eine Kleine" được viết cho Tokyo Metro, và chứa đựng thông điệp nhìn về phía trước bất kể nghịch cảnh. Trong khi hầu hết các bài đều được thu âm với một ban nhạc, "Karma City" là một bản nhạc cụ kỹ thuật số, giống với những bản Vocaloid của anh. "Living Dead Youth" là bài hát cuối cùng được sáng tác cho album, lấy cảm hứng từ Yonezu suy nghĩ về cuộc đời giữa những năm tiểu học và trung học.
Yonezu đặt tên album là Yankee theo ý nghĩa ban đầu của một người nhập cư Anh đến New England trong giai đoạn thuộc địa của Mỹ, do khi gia nhập một hãng thu âm lớn, anh cảm thấy như một "người nhập cư từ Internet", hay từ "hòn đảo Vocaloid". Ban đầu, anh chỉ thích tiếng của từ Yankee, nên đã tìm các nghĩa của nó.

## Bìa và minh họa
Giống như diorama (2012), "Santa Maria" (2013) và "MAD HEAD LOVE / Poppin' Apathy" (2013), Yankee có hình minh họa được vẽ bởi chính Yonezu. Một trong ba phiên bản của album còn bao gồm một quyển hình minh họa 80 trang. Tuy Yonezu nói anh chỉ bắt đầu vẽ ảnh bìa từ ngày 19 tháng 2 năm 2014, ảnh bìa album đã xuất hiện vào ngày 26 tháng 2 năm 2014. Ảnh bìa minh họa hộp sọ một con hươu trên nền họa tiết hình tròn và xoáy. Trên chiếc sọ là một nhân vật mỉm cười, hai tay bám vào cặp sừng. Yonezu gọi nhân vật này là Yankikkii (ヤンキッキー).

## Quảng bá và phát hành
Bài hát "Donut Hole" có sẵn tại các quán karaoke ở Nhật Bản từ ngày 26 tháng 2 năm 2014. Ngày 14 tháng 3, một video âm nhạc của bài "Living Dead Youth", đạo diễn bởi Hidenobu Tanabe, được phát hành. Bài hát "Eine Kleine" được dùng làm bài hát quảng cáo cho Tokyo Metro, và dự kiến được dùng cho chiến dịch từ ngày 1 tháng 4 năm 2014 đến ngày 31 tháng 5 năm 2015. Ngày 1 tháng 4, video âm nhạc của bài hát được phát hành trên YouTube và Nico Nico Douga. Video có những bức vẽ của Yonezu, giống như video cho "Go Go Yūreisen" và "vivi" từ album diorama của anh. Người nghe có thể tải về trước bài hát từ Yankee từ ngày 1 tháng 4 năm 2014 trên iTunes.
Ngày 18 tháng 4 năm 2014, SPACE SHOWER phát sóng một chương trình đặc biệt dài nửa tiếng với tên Kenshi Yonezu Special, nối tiếp bởi các video âm nhạc của anh trong nửa tiếng. Một video âm nhạc người đóng cho "WOODEN DOLL" ra mắt ngày 23 tháng 4.
Để quảng bá album, các cuộc phỏng vấn với Yonezu được thực hiện bởi các tạp chí âm nhạc và thời trang như 7 Pia, Barfout!, Chokichoki, Flying Postman Press, Musica, Rolling Stone Japan và Tokyo Head Line. Yonezu lên sóng radio trên Mucomi Plus ngày 15 tháng 4, Nack5 ngày 16 tháng 4 và FM Yokohama ngày 16 và 23 tháng 4.
Yonezu xuất hiện tại hội nghị Niconico Chōkaigi 3 ở Makuhari Messe ngày 27 tháng 4 để nói về album. Ngày 27 tháng 6 năm 2014, Yonezu tổ chức buổi công diễn đầu tiên, Kenshi Yonezu Premium Live: Kaeri no Kai (米津玄師 Premium Live "帰りの会"  "Closing Meeting of the Day") Hầu hết Yankee được biểu diễn, trừ "Hana ni Arashi", "Kanpuku" và "Karma City". Yonezu cũng biểu diễn những bài từ album trước đó diorama, cũng như bài hát với giọng thật của anh trong album Vocaloid OFFICIAL ORANGE, "Yūen Shigai".

## Danh sách bài hát
Tất cả các ca khúc được viết bởi Kenshi Yonezu.
| STT              | Nhan đề                                                                                  | Thời lượng |
| ---------------- | ---------------------------------------------------------------------------------------- | ---------- |
| 1.               | "Living Dead Youth" (リビングデッド・ユース Ribingudeddo Yūsu)                           | 4:10       |
| 2.               | "MAD HEAD LOVE"                                                                          | 3:36       |
| 3.               | "Wooden Doll"                                                                            | 4:06       |
| 4.               | "Eine Kleine" (アイネクライネ Aine Kuraine, "Một chút")                                  | 4:48       |
| 5.               | "Melancholy Kitchen" (メランコリーキッチン Merankorī Kitchin)                            | 3:38       |
| 6.               | "Santa Maria (Phiên bản Album)"                                                          | 5:33       |
| 7.               | "Hana ni Arashi" (花に嵐 "Hoa trong cơn bão")                                            | 4:43       |
| 8.               | "Umi to Sanshōuo" (海と山椒魚 "Biển cả và kỳ nhông")                                     | 5:12       |
| 9.               | "Shitodo Seiten Daimeiwaku" (しとど晴天大迷惑 "Vấn Nạn bị Ướt Sũng trong Thời Tiết Tốt") | 3:47       |
| 10.              | "Ganpuku" (眼福 "Cảnh đẹp cho Mắt đau")                                                  | 4:24       |
| 11.              | "Horafuki Nekoyarō" (ホラ吹き猫野郎 "Thằng Mèo Khoe Khoang")                             | 4:32       |
| 12.              | "Toxic Boy"                                                                              | 3:57       |
| 13.              | "Hyakki Yakō" (百鬼夜行, "Diễu Hành Quỷ")                                                | 4:36       |
| 14.              | "Karma City"                                                                             | 3:44       |
| 15.              | "Donut Hole" (ドーナツホール Dōnatsu Hōru)                                               | 3:24       |
| Tổng thời lượng: | Tổng thời lượng:                                                                         | 64:07      |

| DVD | DVD                 | DVD        |
| STT | Nhan đề             | Thời lượng |
| --- | ------------------- | ---------- |
| 1.  | "Living Dead Youth" | 4:10       |
| 2.  | "Eine Kleine"       | 4:55       |

## Nhân viên
Thông tin về nhân viên được lấy từ tập ghi chú lót của Yankee.
Biểu diễn
- Bobo – trống (#6, #13)
- Tetsuya Hataya – piano (#6)
- Masaki Hori – trống (#1-5, #7-11, #15)
- Junpei Komiyama – trống (#12)
- Katsuhiro Mafune – bass (#6, #13)
- Hiroshi Nakajima – guitar (#1-3, #7-11)
- Kei Sugimoto – bass (#8)
- Yu Suto – bass (#1-5, #7, #9-11, #15)
- Koichi Tsutaya – piano (#4)
- Kenshi Yonezu – guitar, hát
- Yuichiro Goto Strings Group – đàn (#6)

Hình ảnh
- Yū Nagahashi – thiết kế
- Osamu Ōhashi – thiết kế
- Kenshi Yonezu – minh họa, truyện tranh

Kỹ thuật và sản xuất
- Masuo Arimatsu – kỹ thuật viên trống (#1-3, #5, #9-10, #15)
- Yasuhisa Kataoka – thu âm, mix nhạc (#3-5, #9-11, #15)
- Eiji Makino – mix nhạc (#6, #13)
- Kazutaka Minemori – kỹ thuật viên guitar (#1-2, #4, #9-11)
- Yoichi Miyazaki – thu âm (#6, #13)
- Masato Murakami – kỹ thuật viên trống (#4, #11)
- Hiromichi "Tucky" Takiguchi – master nhạc
- Nobuyuki Terakawa – kỹ thuật viên guitar (#3, #5, #7-8)
- Ayaka Toki – thu âm, mix nhạc (#1, #14)
- Koichi Tsutaya – đồng cải biên (#4)
- Masashi Uramoto – thu âm, mix nhạc (#2, #7, #8, #12)
- Kenshi Yonezu – cải biên, lời bài hát, nhạc, sản xuất

## Xếp hạng
| Bảng xếp hạng (2014)         | Vị trí cao nhất |
| ---------------------------- | --------------- |
| Album hàng ngày oricon Nhật  | 2               |
| Album hàng tuần oricon Nhật  | 2               |
| Album hàng tháng oricon Nhật | 6               |
| Album hàng năm oricon Nhật   | 81              |
| Bảng xếp hạng (2019)         | Vị trí cao nhất |
| Đài Loan Đông Á Hàng tuần    | 1               |

### Doanh số
| Chart                  | Amount  |
| ---------------------- | ------- |
| Doanh số vật lý oricon | 129,000 |

## Lịch sử phát hành
| Vùng     | Ngày                | Định dạng                            | Hãng phân phối | Mã catalog                      |
| -------- | ------------------- | ------------------------------------ | -------------- | ------------------------------- |
| Nhật Bản | 23 tháng 4 năm 2014 | CD, CD/Sách ảnh, CD/DVD, kỹ thuật số | Universal      | UMCK-1478, UMCK-9667, UMCK-9668 |
| Hàn Quốc | 24 tháng 4 năm 2014 | kỹ thuật số                          | Universal      | —                               |
| Japan    | 10 tháng 5 năm 2014 | CD cho thuê                          | Universal      | UMCK-1478, UMCK-9667, UMCK-9668 |
| Đài Loan | 23 tháng 5 năm 2014 | CD                                   | Universal      | 0642484                         |